# Kanton Le Mans-Sud-Ouest
Kanton Le Mans-Sud-Ouest (fr. Canton du Mans-Sud-Ouest) je francouzský kanton v departementu Sarthe v regionu Pays de la Loire. Tvoří ho dvě obce.

## Obce kantonu
- Arnage
- Le Mans (jihozápadní část)